# Skitjärnen (Viksjö socken, Ångermanland)
Skitjärnen är en sjö i Härnösands kommun i Ångermanland och ingår i Gådeåns huvudavrinningsområde.